# 泰兴大楼
麦特赫斯脱大楼（Medhurst Apartments）现名泰兴大楼，位于上海市静安区南京西路（原名静安寺路）930一946号、泰兴路（原名麦特赫斯脱路）199—203号，位于这两条马路的西北转角处。该建筑得名于泰兴路的旧路名“麦特赫斯脱路”。

## 历史
麦特赫斯脱大楼产业属于1930年集资成立的英商恒业地产公司（Metropolitan Land Co.，Ltd.，位于仁记路81号，今滇池路），占地2.15亩。大楼竣工于1933年。大楼建成后主要用于出租.1950年代由中华企业公司接手，1956年交给房管部门。1994年2月15日，麦特赫斯脱大楼被上海市政府确定为第二批上海市优秀历史建筑。

## 建筑
麦特赫斯脱大楼中部高12层，两翼对称，高9层，钢筋混凝土结构，建筑面积8837平方米，大楼为八字形，属于现代主义风格、装饰艺术风格，强调横竖线条。设计者为新瑞和洋行（Smith & Co.，F. R.），老板史密斯即恒业地产有限公司的大股东。由新申记营造厂承建。